# Opuntia ekmanii
Opuntia ekmanii är en kaktusväxtart som beskrevs av Erich Werdermann. Opuntia ekmanii ingår i släktet fikonkaktusar, och familjen kaktusväxter. Inga underarter finns listade i Catalogue of Life.